# التأويل عند مفكري رجال الأديان العالمية

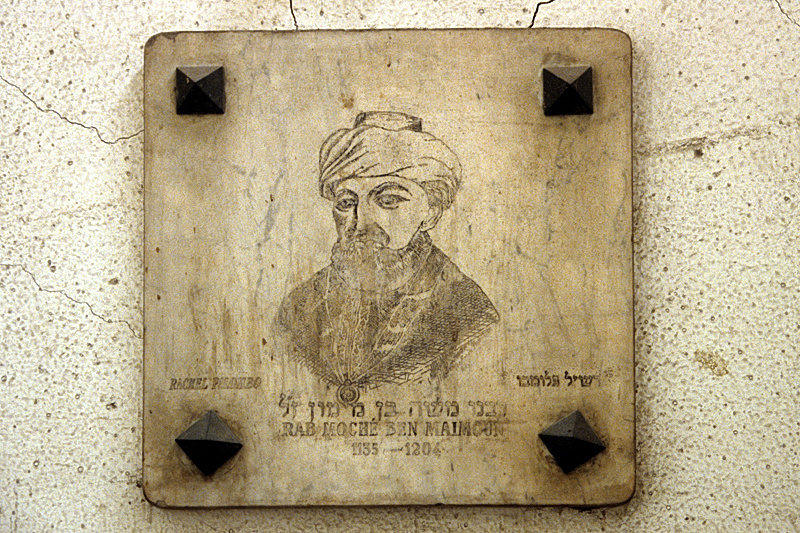
لوح منقوش عليه صورة موسى بن ميمون في كنيس موسى بن ميمون، الحي اليهودي، الموسكي، القاهرة، مصر

التأويل عند مفكري رجال الأديان العالمية إنَّ الذي عُني بدرسِ التفكير الدينيّ لدى أصحاب الديانات العالميّة: اليهودية، والمسيحية، والإسلام. وتَتَبّع مَوقف أكثر هؤلاء المفكرين إزاءَ نَتائجِ التفكير الفلسفي العالمي، سيَنتهي إلى حد ما إلى الرَّأي الذي يَقولُ أنَّ تأويل النصوص الدينية لتتفق وبعض الأفكار الفلسفية الصحيحة ظاهرة تاريخية في التفكير الديني. ومِنَ الشَّواهد أو الأدلة على ما نقول ما وَجَدنا من هذا التأويل في كل العصور، وأنَّ فكرة التأويل لدى ابن رشد لم تكن بدعًا ولا تقليدًا منه.
ولعل من البواعث الهامة التي بعثت أولئك المفكرين من رجال الديانات العالمية الثلاث إلى التأويل، هو ما يراه الواحد منهم من أنَّ دينه عالمي للخاصة والعامة من كل الأمم وفي كل العصور، فيجبُ أن يكون مُتفقًا في أفكاره مع الحقائق الفلسفيّة التي قامت الأدلّة على صحتها، والتي فرضت سلطانها العام أو العالمي، وذلك ما لا يكون إلا بالتأويل.
وكذلك من أسباب الاضطرار إلى التأويل بإيجاز أنَّه في مسائل الطبيعة وما بعد الطبيعة قد تكلم الأنبياء وأحبار الدّين ورؤساؤه بالمّجاز والإلغاز عمدًا لخطورة الموضوع، وذلك لتكون العامة ومن إليهم بمنجاة من محاولة فهم هذه المسائل التي فوق طاقتهم، ومن ثم وجب التأويل لبعض النصوص بالنِّسبة للحكماء الذين تؤهلهم عقولهم واستعداداتهم لتأويلها وإدارك ما فيها من حقائق جاءت بطريق الرَّمز والمجاز، كما يذكر «كليمانت الإسكندري».
وفضلًا عن هذا وذاك؛ فإنَّه — وقد وجدت فكرة العالمية لكلٍّ من الدين والفلسفة، وأخذ الباحثون يُعملون عقولهم فيها — كان لا بدَّ أن يَظهرَ التّعارضُ بينهما لاختلاف طريقة العرض والأسلوب وخطة البحث لدى هذين الطرفين، فكان لازمًا التأويل بينهما، وهذا ما حصل فعلًا في كلٍّ من الأديان الثلاثة.

## التأويل لدى اليهود قبل فيلون

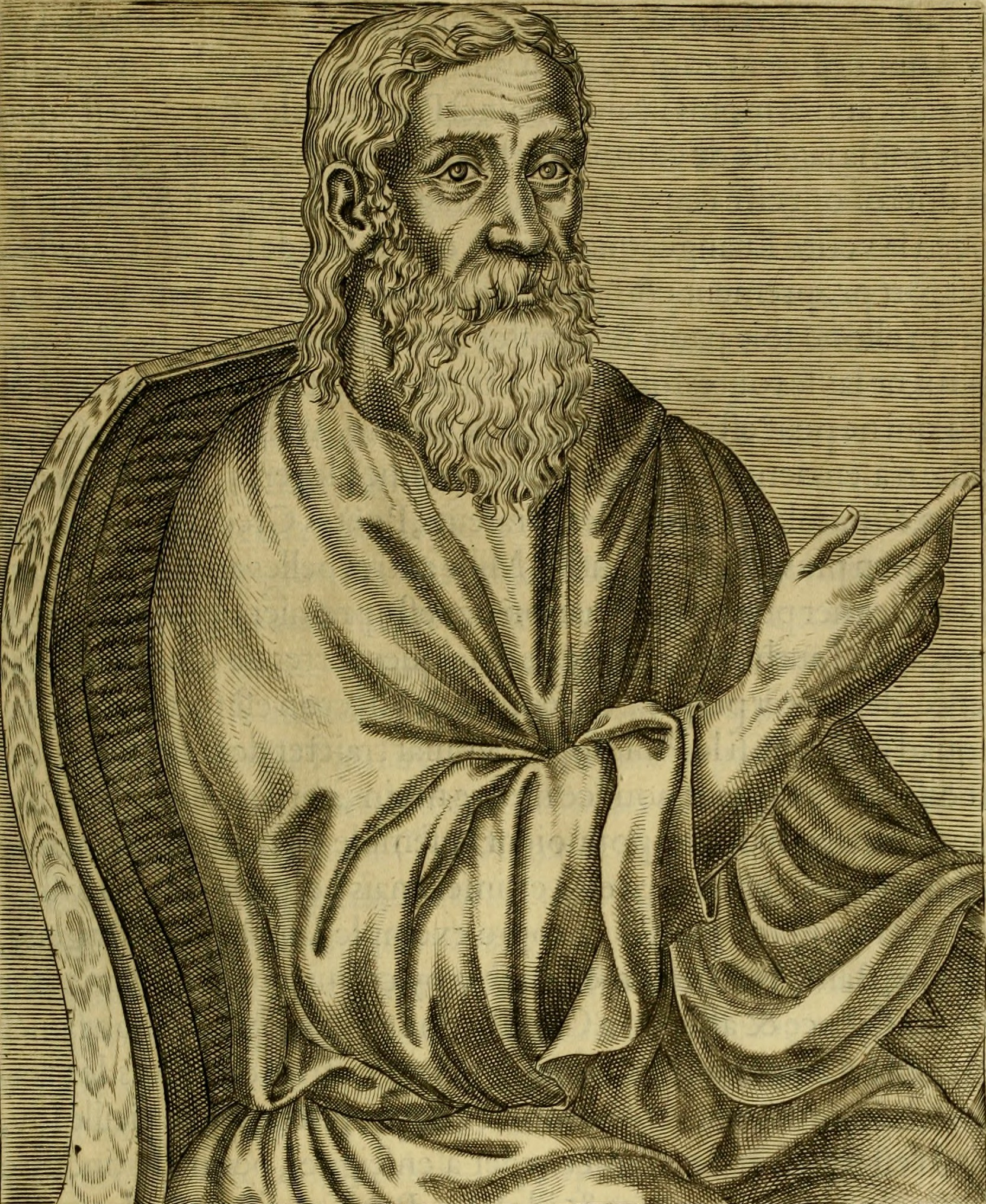
لوحة تخيلة ل كليمانت الإسكندري تعود لعام (1584) بريشة أندريه تيفيت.

كان التأويل ظاهرة تاريخية دينية؛ إذ كانت مدينة الإسكندرية بعد قليل من عهدها بالوجود، المدينةَ التي التقت فيها الحضارة في ذلك الزَّمن البعيد، وفي هذا يقول كروازيه «وكانت الإسكندرية نقطة الاتصال لمُختلف حضارات العصر القديم: حضارة مصر، وحضارة الشرق بعامة، وحضارة اليونان؛ فقد تواعدت هذه الحضارات على اللقاء على ضفاف البحر الأبيض المتوسط، والبطالمة كانوا أذكياء وطموحين، فحين رأوا عاصمتهم غدت أغنى المدائن في العالم، عملوا على أن تكون أيضًا أكثرها وأغناها مِنَ العلماء والمثقفين.»
وقد كان لليهود مثلهم مثل غيرهم من أبناء الأجناس الأُخرى، جالية كبيرة تَعتَزُّ بدينها الذي يقوم على التوراة وتقاليدهم الدينية المأثورة، إلا أنهم مع هذا اضطروا للأخذ بنصيب من الفلسفة والآداب اليونانية، وهذا مما جعلهم يترجمون فيما بعدُ كتبهم المقدسة لليونانية التي كانت لغتهم العادية.
ولا عجب بعد هذا وقد رأوا لليونان فلسفة تناولت المسائل الإلهية، ومسألة خلق العالم، وغيرَها من المسائل التي يعرفونها على نحوٍ ما من دينهم، أن يَنْسَاقوا إلى البحث والتفكير والمُقارنة بين ما لديهم، وبين ما علموه في هذه الفلسفة، وكان لذلك نتيجة طبيعية هي أن يكون لهم في هذه النَّاحية كتابات طريفة باللغة اليونانية.
وقد انتهى اليهود من تلك المُقارنات إلى أنَّ فلسفة اليونان أو الآراء التي رأوها حقائق وأُعجبوا بِها مِنها بعبارة أدق، تحتويها التوراة، وإلى أنَّ هذه الفلسفة تُعتبر شروحًا للحكمة التي تزخر بها التوراة نفسها، ومن ثم أخذوا يعملون على استخلاص هذه الفلسفة من التوراة بطريق التأويل، والشاهد القوي لهذا ما سنعرفه من عمل «فيلون» الذي يقومُ على هذا التصور والفهم، وهكذا حصل في الإسكندرية المزج بين الوحي والفلسفة.
ولكن ينبغي أنْ نَقِفَ لحظة نُحَاول فيها أن نتعرف بعمقٍ العوامل التي دفعت يهود الإسكندرية لذلك التَّصور الذي يجمع بين الديانة الموسوية والفلسفة الإغريقية. إنَّ جِماع هذه العوامل، وهو مجرد رأي، هو أنهم أصحاب أول دين سماوي له كتاب بين أيدينا، وهذا الكتاب تناول كثيرًا من المشاكل التي شغلت الفلاسفة القُدَامى، وهم إلى ذلك أو من أجل ذلك شعب الله المُختار أو أبناؤه، جلَّ وعَلا عن هذا الزَّعم، ويُضاف إلى هذا وذاك أنهم فقدوا وطنهم فأصبح الدِّينُ هو الرباط الوحيد الذي يجمع بينهم.
وكان لذلك كلّه أن رأوا أن يعملوا على إظهار أنَّ دينهم يحتوي ما يعتز به اليونان من فلسفة تقبلتها عقول الأُمم الأُخرى، فكان من هذا تأويلهم التوراة تأويلًا مَجَازيًّا يُظهر ما فيها من حِكمة وفلسفة كما يرون، وبخاصة أنَّ طريق التأويل المجازي كان معروفًا من قبلُ لدى اليونان. وكما يكون النَّص الدينيّ موضوعَ التأويل ليتفق والحقيقة التي يثبتها العقل، كذلك قد يكون موضوع التأويل نصًّا من الأساطير أو الآداب التي لها حظها من القداسة لدى أُمَّة من الأُمم ليتفق والفكرة التي يراها المؤوِّل بعقله. ومن هنا نعرف أنَّ هذا الضرب من التأويل الديني الفلسفي كان معروفًا لدى اليونان، وقد اصطنعه كل مذهب من المذاهب الفلسفية فيها، ولكن الفيثاغوريين منذ أول عهدهم كانوا أول من اصطنع هذه الطريقة وتوسعوا فيها، وهكذا كان الأمر كما يقول الأستاذ «برهيه»: سُعار التأويل المجازي هذا، كان معروفًا له قدره في كل مركز فلسفي عالمي. إلَّا أنَّ الإسكندرية كانت هي المركز الأهم لهذه الطريقة في نحو عصر فيلون، وكانت كتاباته هي المَعِينَ الأهم لها.
كان هذا عند اليونان قبل فيلون، ونجد الأمرَ كذلك أو قريبًا منه عند بني جلدته اليهود وإخوانه في الدِّين، لقد كان هؤلاء قبل فيلون يرون في التوراة معنى حرفيًّا، ومعنى آخر مجازيًّا يجبُ معرفته لأهله بالتأويل؛ ولهذا كما يذكر الأب مارتان، كان فيلون في تأويله لقصة الخلق مُطمئنًا إلى أنَّ اليهود سبق أن عرفوا لها تآويل كتأويله، إذ كانوا لا يرون أخذ بدء قصة التكوين حرفيًّا. وفيلون نفسه يُشير أحيانًا إلى بعض تآويل سابقيه، وله من هذه التآويل موقفه الخاص الذي ليس هنا الآن بيانه.

## التأويل لدى فيلون

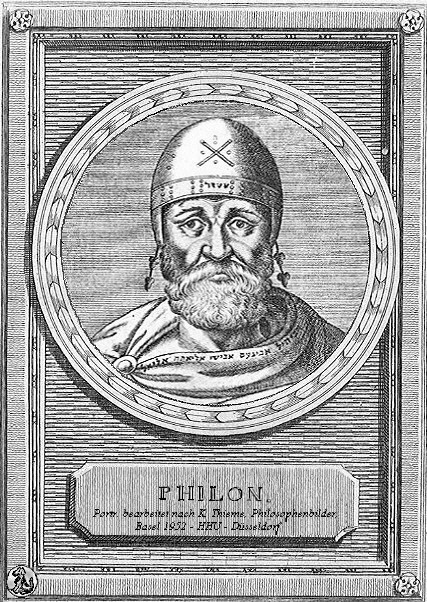
فيلون الإسكندري (20 ق.م- 50 ب.م) الصورة أصليّة من عام 1584, إعادة موائمة الصورة عام 1952.

الكلام على التأويل عند فيلون الإسكندري معناه الكلام على العُمدة في هذه النَّاحية في رأي كثير من الباحثين؛ فقد كان لموقفه حيالَ التوراة وفلسفة اليونان الأوائل، وتأويلِ كثير من نصوص تلك أثَرٌ مباشر أو غير مباشر في مُفكري المسيحية والإسلام في العصر الوسيط، عندما وَجَدوا أنفسهم في مثل موقفه، وقرءوا ما وصل إليهم من كتاباته فيما ورثوه من فلسفة الأفلاطونية الحديثة بالإسكندرية. إنَّ القارئ لِمَا كتب فيلون يحس إحساسًا قويًّا بأنَّ الشريعة والفلسفة هما المصدران لتفكيره، ولا عجب في هذا، فإنَّ الحقيقة واحدة؛ فلا تناقض نفسها وإن اختلفت صور التعبير عنها، يُريد أن يقول بأنَّ ما هو حق من الفلسفة ليس إلا ما نجده في التوراة من حكمة، وإن لبست على أيدي الفلاسفة ثوبًا أو ثيابًا أخرى.
ولكن كيف هذا والشريعة بظاهر كثير من نصوصها لا تسير والفلسفة! هنا نَجِدُ فيلسوف الإسكندرية يُصَرِّح بأنَّه تقريبًا كل ما هو خاص بالعقيدة من نصوص له معنى مجازي يهدف إليه. وإذن، فالتَّأويل ضروري لما يراه فيلون وأمثاله من أنَّ الأنبياء تكلموا كثيرًا بالمجاز سترًا للحقيقة عن غير أهلها، إذن يكون فهْم النص على حقيقته ليس مقدورًا للجميع، ما دام طريق هذا هو التأويل الذي ليس مقدورًا أو مسموحًا به للناس جميعًا. وللتَّأويل أصول أوضحها فيلون وشدد في اتباعها، ومنها يتبين ما لكلٍّ من المعنى الحرفي والمعنى الخفي من قيمة لديه:
- إنَّه يَرَى أنَّ المعنى الحرفي يُشبه الجِسْمَ، والمعنى الخفي يُشبه الروح.
- ومع هذا ينبغي ألا نُهْمِلَ المعنى الحرفي، بل يجبُ أن نُراعي الحرف والروح معًا أو الظاهر والخفي؛ ولهذا يلوم الذين لا يُلقون بالًا لكلٍّ منهما، ويرى من الواجب العناية بهذا وبذاك، وذلك بما أنَّه من الواجب العناية بالجسم والروح معًا.

على أن فيلون مهما يُشَدِّد في عدم إهمال الحرف، فإنَّ تشبيهه له بالجسم بجانب المعنى الآخر الخفي الذي يُشبه الروح، ويُضَاف إلى هذا تآويله التي تنزل بالمعنى الحرفي إلى العدم أحيانًا، وكذلك ما يضفيه في بعض الحالات من تآويل تُعارض تآويل أُخرى مأثورة، إن كل هذا يجعلنا نرى بحق مع «برهييه» أنَّ عبارة «قوانين التأويل المجازي» التي يُكَرِّرها فيلون نفسه لا تعني أكثر من مبادئ عامَّة لا تنال من حُرِّية من يأخذ في التأويل.
وفي الواقع إنَّ فيلون يجعلُ من التأويل وسيلة ضرورية يُحَقِّق بها أغراضًا لها قيمتها لديه، أو بِعِبَارة أُخرى لتتفق النصوص المُقَدَّسة مع آرائه الفلسفية: في الله، وفي خلق العالم، وفي النفس، وفي الدين بصفة عامة، الدين الذي يحرص الحِرصَ كله على أنْ يأخُذَ صفة «العالمية»، لا أن يظل دينًا لطائفة خاصَّة هم بنو إسرائيل، وهكذا بالتأويل المجازي الذي اصطنعه فيلون يستخرج ما في التوراة من فلسفة تظهر أنَّها عارية منها لو أخذت نصوصها حرفيًّا.
ويرى فيلون أنَّ من الضروري تأويل النصوص التي تثبت بظاهرها لله ما لا يليق به من الصفات والأحوال: كالتجسيم، والكون في مكان، والكلام بصوت وحروف، والندم، وهو في هذا يقول: الله لا يأخذه الغضب ولا يندم ولا يتكلم بحروف وأصوات، وليس له مكان خاص يَقَرُّ فيه.

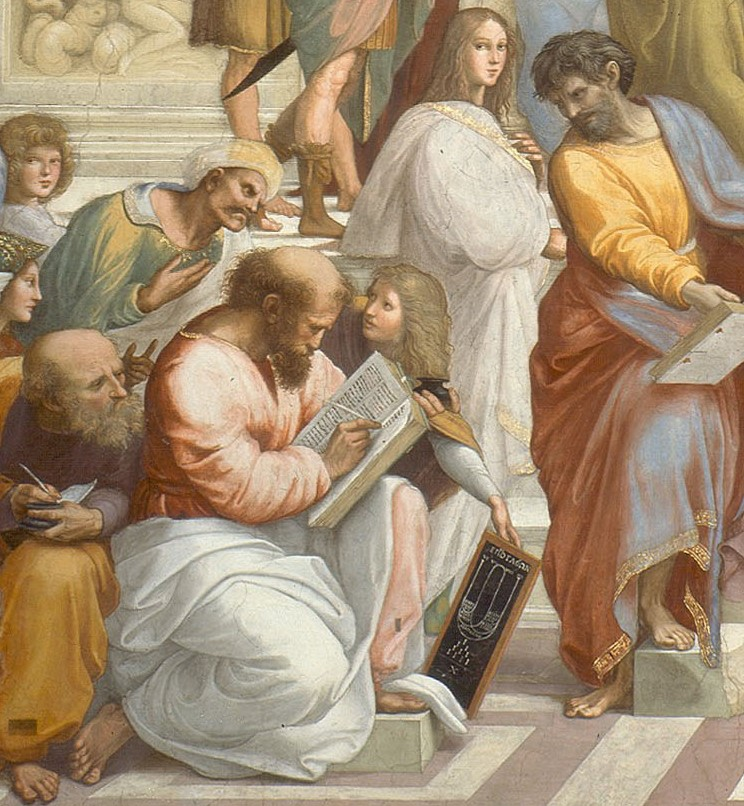
جزء من لوحة رفائيل مدرسة أثينا حيث يظهر فيثاغورس وهو يكتب، بينما يقدم له شابٌ لوحًا يظهر تمثيلًا تخطيطيًا

ويؤوِّل حفظًا لعظمة الله ولتنزيهه عن العناية بما لا يليق بجلاله من أمور تافهة، ومن بَابِ التَّمثيل نرى التوارة تقولُ: إن ارتهنت ثوب صاحبك فإلى غروب الشمس ترده له؛ لأنه وحده غطاؤه، هو ثوبه لجلده، في ماذا ينام. وهنا يصيح فيلون: «ولكن كيف! هل يُعنى الله بمثل هذه التفاصيل التافهة؟» ثم يقول: «إنَّ أبطأ الأذهان إدراكًا وفهمًا ليَرى أنَّ وراء الحرف معنى آخر يُبين بالتأويل الحق المجازي.» وهو يؤوِّل كذلك قصَّة خلق العالم في ستة أيام، وهي بنصها الحرفي أنَّ الله في خلق العالم كان مُحتاجًا إلى مُدَّة، وفي هذا يقول: «إنَّ الأيام الستة التي يتحدث عنها موسى لا تعني أنَّ الخالق كان في حاجة إلى مُدَّة من الزمن.» ولكن موسى أراد أن يعرفنا باللغة التي نفهمها نحن البشر بنظام العالم الذي خلقه الله، ومنزلة بعضه من بعض، وهذا أمر فهمه يسير في رأي فيلون الذي يقول في هذا الصدد: «إنِّي أَرى منَ السَّذاجة أن نَعْتَقِدَ من هذا أنَّ العالم خُلِقَ في ستة أيام، أو بصفة عامَّة في فترة مِنَ الزمن.»
كما يؤوِّل أيضًا للتخلص من المعنى الحرفي الأسطوري ذي الغرض، وهو يُحارب بشدة هذا الضرب من التأويل الذي يهدف إلى نقد التوراة بجعلها بمنزلة كتب الأساطير الإغريقية، إنَّه يُقاتل هذا الفهم الحرفي في ميدانه، وذلك بأنْ يُعارضه بفهم حرفيٍّ آخر يتفق وسمو التوراة، ثم يُضيف بعد هذا تأويلًا آخر مجازيًّا. ومن المثل لذلك ما جاء في التوراة عن تضحية إبراهيم لولده إسحاق،(هكذا يعتقد اليهود خلافًا لما يُفهَم من القرآن أن التجربة كانت في سيدنا إسماعيل عليه السلام.) فقد رأى بعض الشُّرَّاح في هذا مماثلة لما جاء في بعض الأساطير الإغريقية من هذا الضرب من التضحيات.
ومثال آخر وهو قصة بلبلة الألسن التي وردت في التوراة، والتي قرَّب إليها بعض معاصري موسى أسطورة إغريقية تقول بأنَّ لغة الناس والحيوان كانت أول الأمر واحدة. إنَّ فيلون يعرض هنا هذه الأسطورة ثم يذكر أنَّ موسى وقد اقترب أكثر ما يكون من الحقيقة فَصَلَ الحيوانات عن الكائنات العَاقلة، وأظهر وحدة اللغة بالنِّسبة للناس فقط أول الأمر، على أنَّ فيلون بعد أن رفع من شأن موسى هكذا لم يرضَ هذا التأويل ووصفه بأنه أسطوري أيضًا. وبعد ذلك كله نراه يؤوِّل، صيانة أيضًا للتوراة من أن تكون كتاب أساطير كبعض كتب اليونان، يؤوِّل الأشخاص التي جاءت في قصص التوراة، وذلك بأن يَجْعَلها رُموزًا لبعض حالات النَّفس، ومن مثل هذا قصة خلق آدم ثم حواء من إحدى أضلاعه، وإغراء الحية لهما، وقتل قابيل لهابيل، كل هذا ونحوه تناوله فيلون بالتأويل المجازي الذي يُعتبر الغرض الأخلاقي هو الناحية الأساسية فيه.
ويَتَّصِل بهذا التأويل النفسي أو الرُّوحي ما ذهب إليه من تأويل أشياء العبادة بجعلها رُموزًا للحالة الداخلية للنفس، مثلًا إنَّ التابوت هو الرُّوح بفضائلها غير القابلة للفساد، وأفكارها التي لا تُرى، وأعمالها المرئية المشاهدة، وآنية صب الشراب موضوعة على المنضدة، هي الروح الكاملة تفتح ذاتها لله، وزنبق الشمعدان هو فصل الأشياء الإنسانية والإلهية، وعلو التابوت هو عظمة الروح التي تُضَحَّى وتقدم قربانًا، وزيت المصباح هو الحكمة. وأخيرًا في تلك الناحية، نكتفي بالقول بأنَّ فيلون يؤوِّل أيضًا لغاية أُخرى مُهِمَّة جدًّا في رأيه؛ إذ إنَّها تُعبر عن فكرته الأساسية من استعماله للتأويل المجازي، وهي أنْ يَصِيرَ الدين الموسوي دينًا عالميًّا، وهذه الغاية يحول دونها فهم النصوص فهمًا حرفيًّا دائمًا. ولذلك نراه يتشدد في ضرورة تأويل كثير من نصوص التوراة، يتشدد حتى إنه ليقول: «هؤلاء الذين لا يُريدون قبول طريقة التأويل المجازي، ليسوا أغبياء فحسب، بل هم أيضًا مُلحدون.» ومما تَقَدَّم كله نرى أنَّ أنواع التأويل التي عرفناها عن فيلون هي ثلاثة كما يذكر برهييه، وهي:
- التأويل الحرفي ذي الغرض.
- التأويل الحرفي البسيط.
- التأويل المجازي.

وقد كان حربًا على النوعين الأولين دفاعًا عن الدين الموسوي، وقد كان من هؤلاء وثَنِيُّون يُريدون جعل التوراة بمنزلة كتب الأساطير اليونانية، ومنهم يهود جُهَلاء هم أولى بالرِّثاء منهم بالموجِدة، ولم يكن التأويل الذي يدعو إليه ويُوجبه لكثير من نصوص التوراة إلا التأويل المجازي، وكان مَصدره في هذا الضرب من التأويل: الإلهامَ، والبحث والتفكير الشخصي، والمأثورات.
وكانت نتيجة اصطناع فيلون طريقةَ التأويل المجازي حسب ما رأى لنفسه، التأويل الذي عرفنا مبلغ تشدُّده في رعايته! إنَّ فيلون جعل التوراة بذلك تَتَّسِعُ لما كان يراه حقًّا من الفلسفة الإغريقية، ولَعَلَّه بهذا قد رَفَع من شأن الدين الموسوي وكتابه المُقدس في نظر العالم الهلنسي، الذي كان يعيشُ فيه، فقد كان يُفاخر بهذا الكتاب وما حوى من حكمة — يوصل إليها بالتأويل — لم يصل فلاسفة اليونان لأسمى منها. وعلى فرض أنَّ فيلون نجح فيما أراده وعَمِل له، فقد أفسد التوراة وأخرجها عن أن تكون كتابًا دينيًّا يتأثر به القلب والعقل معًا، فيهدي بذلك قارئه للخير والسعادة، بل إنه كاد بصنيعه أن يمحو ما أنزله الله في التوراة من هدى ونور!

## التأويل لدى ابن ميمون

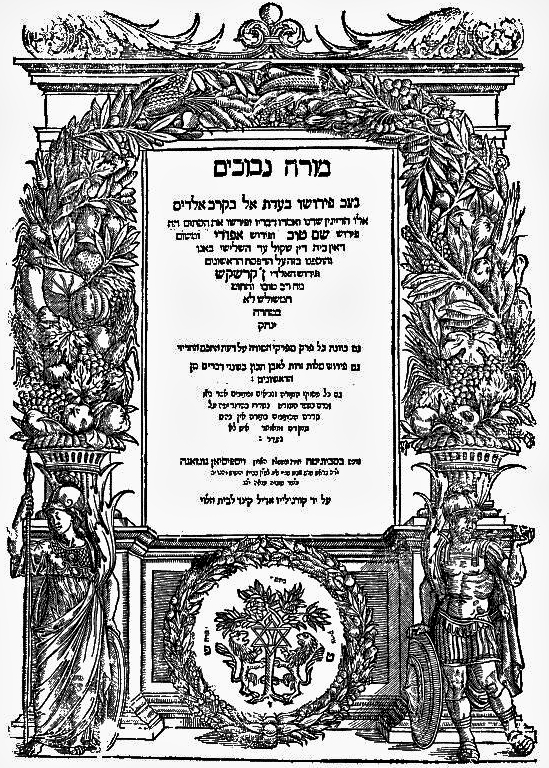
صورة غلاف كتاب دلالة الحائرين لمؤلفه موسى بن ميمون

موسى بن ميمون حَبرٌ من أحبار اليهود وفلاسفتهم، عاش في القرن الثاني عشر، يرى ابن ميمون ضرورة التأويل المجازي للتوراة، كما وُجد نَفسُ التأويل قبل ظهور ابن ميمون لدى غيرهِ مِن مُفكّريْ اليَهود، مثل سعيد بن يوسف أبو يعقوب الفيومي المشهور ب«سَعْدِيا» (882م) و أبي أيوب سليمان بن يحيي بن جبيرول من رجالات القرن الحادي عشر. ومن كتاب ابن ميمون «دلالة الحائرين» يمكننا فَهمِ طَريقة ابن ميمون في التأويلِ، وغَرَضُهُ مِنه والبَواعِث التي بَعَثتهُ عَليهِ، حيثُ يَقولُ في مُقَدِّمة هذا الكتاب: «هذه الرِّسَالةُ لها أيضاً غرضٌ ثانٍ، وهو شرح النصوص المجازية الشديدة الغموض، هذه النصوص التي نَصطَدم بالكثيرِ مِنها في أسْفارِ الأَنبِياء دُونَ أنْ يَكونَ واضحًا أنَّها من المَجَاز، والتي —على الضد من هذا — يَأخُذها الجَاهلُ والذَاهلُ عَلى مَعْنَاها الخَارجيّ، دُونَ أنْ يَرى فيها معاني خفية».
وهو يَرى أولًا وقَبل كُلّ شَيءٍ أنَّ الأنْبياءَ —وَتَبِعَهُم في هذا عُلماءُ الشَّريعةِ — قد تَكلموا بالمَجاز عَامِدين في الدِّينِ، وبِخَاصَةٍ إذا كَان الأَمْرُ أمْرَ المَعَارِفِ التي لا تُطيقُها العَامَّة، والتي لا يَصِل إليها إلا الخَاصَّة، بما مَعْناهُ قِصَّةُ التَّكوينِ التي هِيَ عِلمُ الطّبيعةِ، وقصّةُ «المَركَبةِ السّمَاويّة» التي هِيَ عِلمُ ما وَرَاءَ الطّبيعةِ، وهو في هذا يقول: «إنه لأجلِ هَذا نَجدُ هَذه المَوضُوعاتِ أيضًا تَتَركَّز في كتب النُبُوَّاتِ على المجاز، كما نجدُ علماءَ الشّريعةِ يتكلمون فيها بالمجازِ وبالإلغازِ، وهم يَتْبَعونَ في ذلك خِطَّة الكُتب المُقدَّسة». إذًا يَجِبُ التَّأويلُ لِفَهمِ المَجَازاتِ وما تَرْمي إليهِ مِن مَعانٍ، فذلك —فيما يؤكد ابن ميمون — هُوَ المِفْتَاحُ لِفَهمِ كَلِّ مَا قَالَهُ الأنبياءُ، وَلِمَعْرِفَةِ حَقيقتهِ تَمامًا، وبهذا التَّأويلِ نَتَجَاوَزُ المَعْنى الظَّاهرَ للنَّفْسِ إلى المَعْنَى المُرادِ، وَكَمْ بَيْنَهُما مِنْ فَرقٍ! عَلى أنَّ لِلمَعنَى الظَّاهِر قِيمَتُهُ بالنِّسبة لِطَائِفةٍ خاصَّة، كما للمعنى الخفيِّ قِيمَتُه بالنِّسبة لِطَائِفَةٍ أخُرى؛ فَكَلِمَاتُ الأنبياءِ تَحوي ظَاهريٍّا الحِكَمَ النَّافِعَة في سبيلِ تحسينِ حَالةِ الجَّمَاعَاتِ الإنْسَانِيَّة، وَغَير هذا مَن أنواعِ الخَيرِ، وَلمَا تَرمِي إليهِ مِنْ مَعانٍ خَفِيةٍ مَنافعُ لا بُدَّ منها، وبخاصةٍ في العقائدِ ما دامَ مَوضُوعُها هو الحقيقة لا ما يُشْبهُ الحَقيقة. كما ترك لنا ابن ميمون فيما كتب ما يَدُلُّ على أنَّه كَان هُنالك أصولٌ يَسترشِدُ بها، ويمكن استخلاص هذه الأصول من تأويله نفسه في كتابه «دلالة الحائرين»:
- يجبُ أن يكون في الظَّاهر ما يُرشد المتأمل بعقله إلى المعنى الخفي.
- أن يكون هذا المعنى الخفي أجمل وأليق من المعنى الذي يدلُّ عليه النص بظاهره.
- أن نصيرَ إلى التأويل إذا كانت النُّصوصُ لو أُخذت حرفيٍّا تؤدي إلى التجسيم، أو جواز النقلة أو الكون في مكان على لله، ونحو هذا مما يتصل بصفات المخلوقين التي يَسْتَحيل عقلًا أن تُنسب إليه؛ ولهذا يجبُ إذاعة تأويل هذه النصوص وأمثالها للعامَّة والخاصَّة على سواء.
- أن يُصارَ إلى التأويل متى قام الدَّليل العقلي الصحيح على بُطلان المعنى الذي يُؤخذ من ظاهر النَّص؛ ولهذا تُركت النصوص التي تشهد بظواهرها لحدوث العالم، مع إمكان تأويلها؛ لأنَّه لم يَقُم الدليل القاطع على قِدمه حتى من أرسطوطاليس.
- ألّا نصل بسبب التأويل إلى مَعنى يَهدم أساسًا من أُسُس الشريعة؛ ولهذا كان السَّببُ الثاني في عدم تأويل النصوص التي تشهد بظاهرها لحدوث العالم، أنَّ القول بقِدَمِه كما يرى أرسطوطاليس يستأصل الدين من أساسه، ويدمغ كل المعجزات بأنها أكاذيب.[26][ج]
- وأخيرًا ألّا يُذاعَ من التَأويلِ إلا القليلُ الذي يَكفيي لِفَهْمِهِ، وأنْ يّكون ذلك للمُستعدِّ لهُ فَحَسْب.

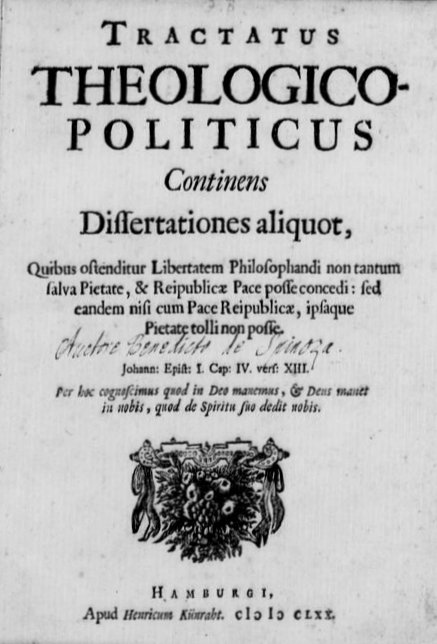
صورة غلاف رسالة في اللاهوت والسياسة لمؤلفه باروخ سبينوزا.

وهذا الأصل نجد ابن ميمون يرعاه حقٍّا، ويتبين ذلك من كتابه لتلميذه «يوسف بن يهوذا» إذ يقول: «إنّك لم تسألني إلا عن المبادئ الأولى، ولكنَّ هذه المبادئ لا تُوجد في هذه الرِّسالة مُرَتَّبة ومُنَظَّمة يتلو بعضها بعضًا، بل إِنَّها على الضد من هذا لا توجد إلا في غير وضوح ومُختلطة بموضوعات أخرى يُراد شرحها، وذلك بأنَّ قصدي في هذه الرِّسالة الاكتفاء بأن تلوح الحقائق وراء ستار يكاد يُخفيها، وبهذا لا أكون مُعارضًا للغرض الإلهي». هذه هي الأصول الهامة التي أمكن استخلاصها من كتابه القيم الآنف الذكر، والتي على هداها سَارَ ابن ميمون في تأويلاته، ومنها يتبين أنَّه كان يسير على الجادَّة التي سار عليها قبله وبعده أمثالُه من رجال الدين الفلاسفة والمفكرين. وهنا، نَجِدُ منَ المهم أن نلاحظ أنه كأمثاله من الذين اصطنعوا التأويل في الكتب الوحيية، قد عمل على أن تتفق التوراة والعقل، أو بالفلسفة السائدة في عصره بتعبير آخر، هذه الفلسفة التي كانت في رأيه مفتاحًا لفهم بعض ما جاءت به كتب الأنبياء، ولكن نجد له مع هذا ما يدل بوضوح على تقديره للتوراة أكثر من تقديره للفلسفة.
وذلك بأنه قد يستعين حقًّا ببعض الآراء الفلسفية الصحيحة على فهم بعض ما جاء في التوراة، وقد يؤوِّل بعض نصوصها تأويلًا مجازيًّا لتتفق وما قام الدليل القاطعُ على صحَّته من الآراء الفلسفية، ولكنه مع هذا وذاك لا يجنح إلى التأويل إذا كان الأمر على غير ما ذكر، بل يقبل الحل الذي جاء في التوراة عن الأنبياء بلا تأويل. ولذلك نراه يلوم جِد اللوم الذين قالوا بِقِدَم العالم تقليدًا لأرسطوطاليس وغيره من الذين يعتبرون حجة في الفلسفة، دون دليل صحيح قاطع بالقدم، ثم رفضوا لهذا ما جاء به الأنبياء مما يُثبت الحدوث.
يؤمن موسى بن ميمون إيمانًا تامًّا بأنَّ ما قام عليه الدليل العقلي الصحيح القاطع لا يُمكن أن يتناقض أو يتعارض وما جاء به الوحي، فإن أحسسنا تعارُضًا بينهما كان ظاهريًّا يجب أن يزول بتأويل النَّص، أو إذا لم يكن الدليل صحيحًا قاطعًا، وجب قبول ما جاء به الوحي؛ حتى ولو كان تأويله مُمكنًا، وحتى لو كان الرأي الفلسفي لأرسطوطاليس أو غيره من مشاهير الفلاسفة.
على أنَّ هذا الصنيع من ابن ميمون كان حظه النقد الشديد من «سبينوزا»، إنَّ هذا الفيلسوف اليهودي الهولندي (1632–1677م) يقرّر في رِسالته «في اللاهوت والسياسة» أنَّ الكتاب المُقَدَّس قد شقي بمن سلَّطوا عليه التأويل في جرأة لا نَجِدها لهم إزاء كتاب غيره، ثم ينتهي بتأكيد أنَّ طريقة ابن ميمون لا فائدة منها مُطلقًا، وبأنَّها لا تدعنا نُدرِكُ المعاني الحقة للكتاب المقدس، وإذن يجبُ رفض صنيع ابن ميمون باعتباره عملًا ضارًّا وعابثًا.

## التأويل لدى رجال الكنيسة المسيحية

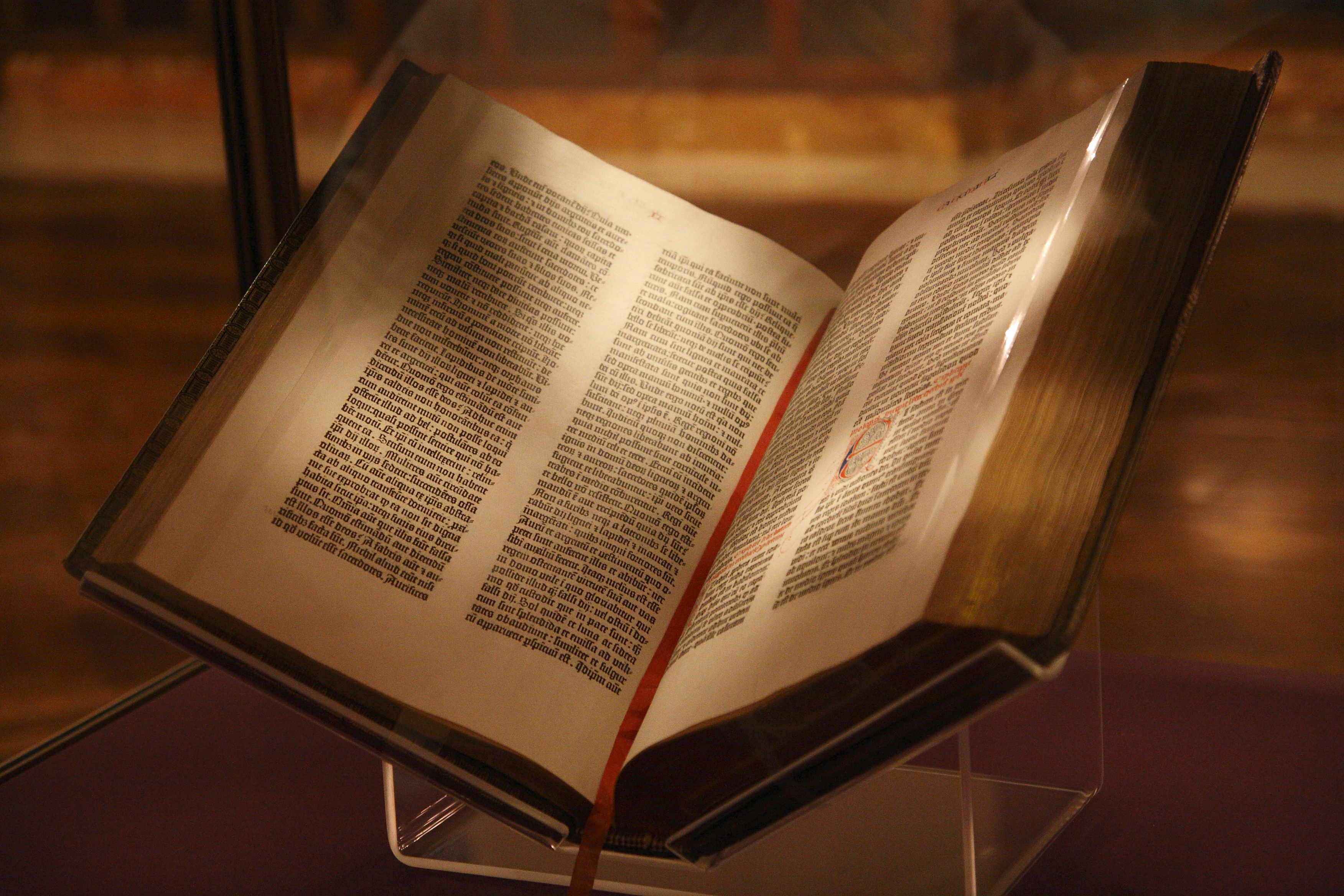
نسخة غوتنبرغ من الكتاب المقدس، وهو أول كتاب مطبوع في العالم الغربي.

نحنُ الآن في العالم المسيحي حيث يُوجد دين جديد له كتاب موحى به، ويُحاول أن يكون عالميًّا، ويجدُ نفسه إزاء الفلسفة اليونانية التي صارت عالمية بالفعل، ويرى مُفكروه في هذه الفلسفة حقائق لا يمكن إنكارها، وبعضها لا يتفق وبعضَ نصوص الكتاب المُقدس لهذا الدين السماوي، فكيف العمل؟ وكيف سيعمل رجال هذا الدين إزاء هذه الفلسفة؟ أينكرون ما فيها من حقائق تُعارض كتابهم المُقدس، وحينئذ لا يتكلفون عناء تفسير ما جاء بكتابهم تفسيرًا فلسفيًّا؟ أم يعترفون بها، وإذن لا بد من تأويل بعض النصوص الدينية لتتفق وتلك الحقائق؟ هكذا وُضعت المُشكلة أمام مُفكري العصر المسيحي وفلاسفته من أول ظهور المسيحية إلى نهاية العصر الوسيط، بل إلى هذه الأيام، كما وضعت من قبل أمام مُفكري اليهودية، وكما ستظهر من بعدُ أمام فلاسفة الإسلام.
وليس علينا هنا تحقيق كيف يُعلل رجال الكنيسة معرفة فلاسفة اليونان ما عرفوا من حقيقة: هل ذلك لأنَّهم أفادوا مُباشرة إلى حدٍّ قليلٍ أو كثير من الكتب الموحاة، كما يرى البعض ومنهم القديس بولص نفسه مُتَأثرين برأي فيلون الإسكندري؟ أو لأنَّ كل إنسان له حظه من الوحي الطبيعي الذي مصدره «الكلمة» هذا الوحي الذي سبق في الزمن الوحيَ الذي مصدره الكلمة بعد أن تجسدت، على ما يُفهم من إنجيل القديس يوحنا.
ليس علينا تحقيق هذا التعليل، ولكن نُشير إلى أنَّ «لاكتانس» المُتوفى سنة 325، هذا المسيحي الحقيقي يعترف بأنَّ كلًّا من هؤلاء الفلاسفة عرف جزءًا من الحقيقة، وأنَّ هذه الأجزاء في مجموعها تُكَوِّن الحقيقة كاملة، وكذلك نُشير هنا أيضًا إلى أنَّ القديس أوغسطين المتوفى سنة 430، يرى من بعد «لاكتانس» أنَّ ما هو حق من الفلسفة الأفلاطونية الحديثة يُوجد في إنجيل يوحنا، بل إنه ليوجد في سفر الحكمة حقائق لم يعرفها أفلوطين نفسه.
وإذن إذا كان الأمر هكذا، أي: إذا كان الإنجيلُ قد حوى ما هو حق من الفلسفة اليونانية، بل حوى حقائق أُخرى لم يصل إليها هؤلاء الفلاسفة اليونان، وكان الإنجيلُ إذا أُخِذَت نُصوصه كلها حرفيًّا لا تظهر منه هذه الحقائق، كان لا بُدَّ من تأويل بعضها ليظهر ما فيها من المعاني الخفية الفلسفية، وهذا الموقف، والأمر كما ذكرنا، هو ما وقفته الكنيسة من أَوَّل أمرها، حيثُ قبلت مبدأ احتمال بعض النصوص معاني مُتعددة، ووجوب التأويل أحيانًا حسب ما تعارف اليهود قبلهم عليه من قواعد وأصول.

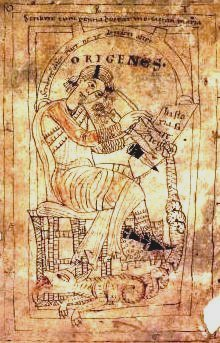
أوريجانوس، أب وفيلسوف الكنيسة المسيحية.

حقًّا إنه يعود إلى مدرسة الإسكندرية مبدأ تعدد معاني الكتاب المقدس، ومبدأ التأويل المجازي لبعض نصوصه، هذا التأويل الذي ساد في العصر الوسيط وبخاصة في القرون الأولى منه. ويرى «كليمنت الإسكندري» ، المتوفى نحو سنة 215م، يرى تأويل ما جاء في الكتاب عن قصة خلق العالم في ستة أيام؛ لأنَّ الله — كما يقول — لم يخلق شيئًا في الزمان الذي لم يُوجد إلا مع العالم نفسه. وطريق التأويل الذي اختطه كليمنت نرى «أوريجانوس» يسير فيه بأكثر جرأة وثباتًا وعزمًا؛ إنه يعتبر — مثل فيلون — المعنى الحرفي الظَّاهر كالجسم، والمعنى المجازي الخفي كالرُّوح، كما يؤوِّل كل نص يُفهم منه حرفيًّا التجسيمُ في الله، وكذلك ما جاء في قصة التكوين عن خلق العالم في أيام ستة، وعَنِ الجنة الأَرضية، وخلق حواء من ضلع من أضلاع آدم، وما استتر به آدم وحواء من أوراق الشجر التي اتخذاها بعد أن ذاقا الشجرة المُحَرَّمة ثيابًا منهما تستر العورة.
وهذا التأويل من أوريجانوس لما ذكرناه ونحوه لم يَعُد شيئًا نكرًا في أَيَّامه؛ لأنَّه كان من المُجْمَع عليه تقريبًا من آباء الكنيسة في القرون الخمسة الأولى، تأويل قصة الخلق في ستة أيام تأويلًا مَجَازيًّا، كما يذكر الأب مارتان. وإذا تركنا أوريجانوس والقديس «جيروم » المتوفى سنة 420م والذي تأثر به في وضوح، نَجِد القديس أوغسطين يَسيرُ في التأويل المجازي بفطنة؛ إذ يرى وجوب التمييز بين ما يجبُ أن يؤخذ من النصوص حرفيًّا، وبين ما يجب تأويله مجازيًّا، على أنَّ تكون نتيجة التأويل الاتفاق مع العقيدة، ومبدأ وجوب اتفاق نتيجة التأويل مع العقيدة نراه صار مبدءًا مُتوارثًا لدى كثيرين من مفكري رجال الدين المسيحي من بعدُ.
وكما كان هؤلاء حريصين على هذا، كانوا حريصين كذلك على وجوب تقدير المعنى الحرفي أولًا، فهو الذي يقوم عليه المعنى المجازي، كما سنرى ذلك عند القديس تُوماس الأكويني، حتى إنَّ أَحدهم «ويدعى هيج» يحمل بشِدَّة على الذين يُهملون المعنى الحرفي إلى الآخر المَجازي، مُتغافلين عن أن ذاك هو الأساس. ومردُّ حرص هؤلاء على هذين المبدأين، هو أنَّهم كانوا رجال دين قبل أن يكونوا فلاسفة، فلم يُحاولوا قسر الكتاب المُقَدَّس على أن يتفق حتمًا والفلسفة. على أنَّه في القرن الثاني عشر ليس لنا أن نمر دون إشارة إلى «أبيلارد» المتوفى سنة 1142م، وقد كان مُعاصرًا ل «هيج» الذي عرفنا حملته الشديدة على من يهملون المعنى الحرفي، فقد أمعن في التأويل المجازي.
لقد سار أبيلارد في هذا التأويل شوطًا بعيدًا متأثرًا بفيلون اليهودي، وبهذا أمكنه أن يوحِّد بين آراء أفلاطون وما جاء به الإنجيل. ولم يكن وحده مُتفردًا بهذه النَّزعة التوفيقية المغالية، بل كان له نُظَراء في هذه النَّاحية عملوا على التوفيق بين أفلاطون والكتاب المقدس. ولكن أبيلارد كما كان يسلط التأويل على التوراة، كان يؤوِّل أيضًا في كتابات أفلاطون في شرحه له، لما كان يرى من أنَّ الفلاسفة كالأنبياء، كانوا يتكلمون بالمجاز والألغاز توريةً عمّا يريدون بيانه من حقائق. وهنا ينبغي أن نُشير إلى وقوف القديس «برنارد» موقف المُعارض الشديد أبيلارد فيما اصطنعه من طريقة فهم الفلسفة والإنجيل، حتى كان ما هو معروف من الحكم على هذا بالسكوت وحرمان أنصاره سنة 1140م. وإذا تركنا القرن الثاني عشر إلى ما بعده، نجد التأويل المجازي نزل عن مكانته التي عرفناها، إلى درجة أنه لم يعد يُعَدُّ من التأويل أو التفسير بمعنى الكلمة.

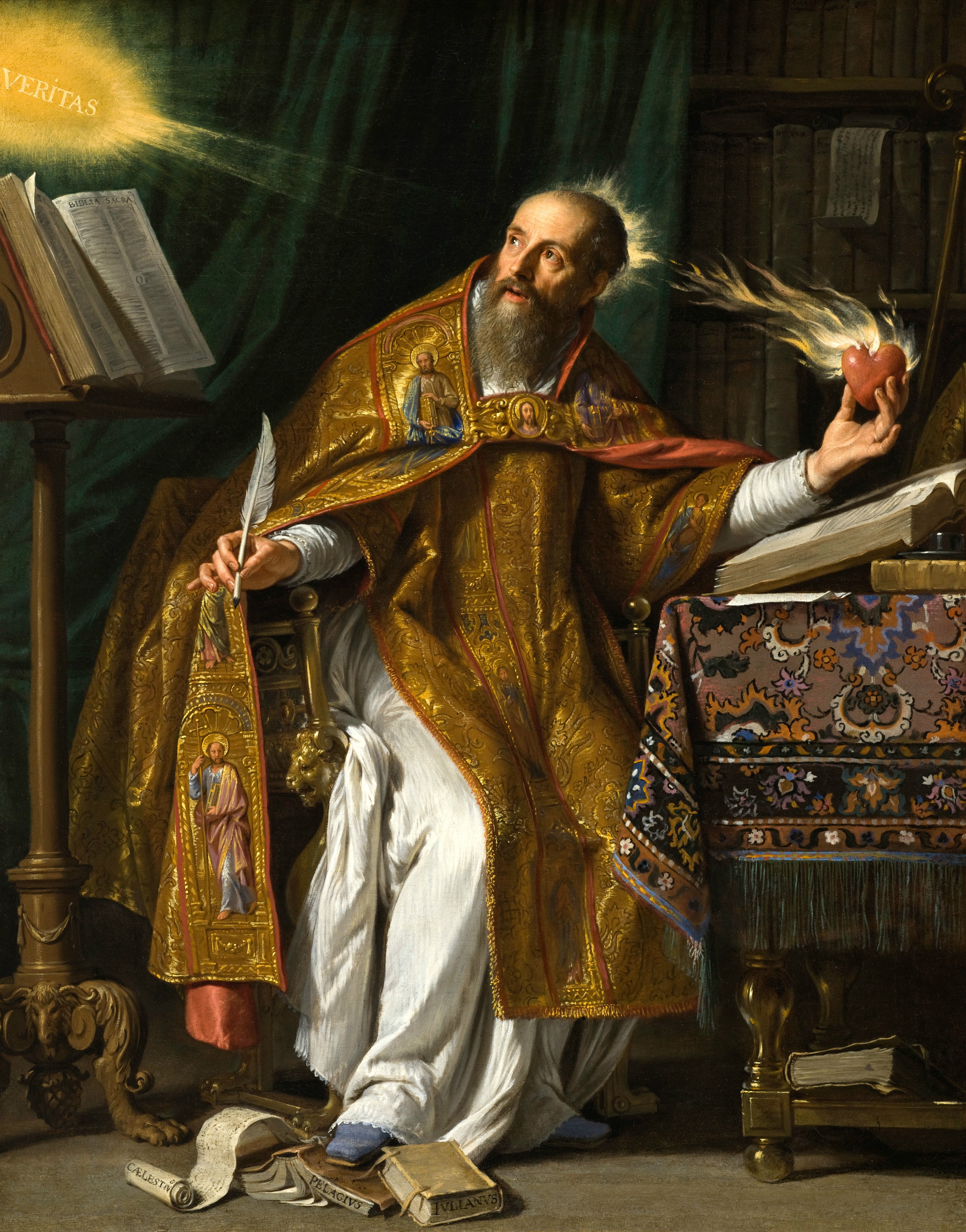
لوحة للقديس أغسطينوس بريشة فيليب دي شامباني، تعود إلى القرن السابع عشر

فإنه من الحق أننا نجد في القرن الثالث عشر «ألبرت الكبير» المتوفى سنة 1280م، وهو يُعتبر بحق أكمل ممثل للتفسير الحرفي، ففي رأيه أنَّه لا يُوجد إلا تفسير واحد حريٌّ أنْ يُسَمَّى تفسيرًا، وهو الذي يشرح المعنى المراد من المؤلف والذي يُوحيه النَّص نفسه، وأنَّ أية فكرة لا يوحي بها النص لا يكون لها أية قيمة، ولا تَسْتَحِقُّ أن يلقي المرء لها بالًا، على أنَّه قد يقبل أحيانًا المعاني المَجَازية، ولكن لا على أنها معانٍ أخرى تعارض المعنى الحرفي، بل على أنَّها تطبيقات لنتائج المعنى الأول الحرفي وتؤخذ منه. وفي هذا الاتجاه لإهمال التأويل المجازي، على أنَّه وسيلة لاستخراج ما في الكتاب المقدس من فلسفة، نجد تلميذ ألبرت الكبير الأشهر نعني به القديس توماس الأكويني يُصدر في تفسير الكتاب المقدس عن أنَّ كل ما عدا المعنى الحرفي لا يُعتمد عليه، وأنَّه لا شيء من تلك المعاني الأخرى إلا وهو موجود بوضوح في المعنى الحرفي الذي ينبغي الاعتماد دائمًا عليه.ولنا أن نُقرر أنَّ الأكويني في تقديره للمعنى الحرفي وجعل المعاني الأُخرى تقوم عليه، يستلهم القديس أوغسطين كما يذكر هو نفسه، كما يستلهم «هيج» وسان فيكتور. وما ينبغي لنا أنْ نَفْهَم من هذا أنَّ الأكويني يرفضُ دائمًا التفسير المجازي المأثور وبخَاصَّة أنَّه يُعنى كثيرًا بما أثر من التفسير عن أسلافه، فإنَّ من الحق أنه إن كان يستبعد التآويل المجازية؛ لأنها لا تتفق وسياق النص ومحتواه، فإنه يقبلها غالبًا وكثيرًا، على أنه يميزها دائمًا بعناية عن التأويل الحرفي.
والآن لننتهي من التأويل لدى رجال الكنيسة المسيحية، نذكر أنَّ الحال في القرن الرَّابع عشر كان كما هو الحال في الثالث عشر من الاتجاه للتأويل الحرفي وتقديره، كما نُلاحظ أخيرًا أنَّ تأويل الكتاب المُقدس ليتفق والفلسفة الإغريقية كان له رجاله مثل كليمنت الإسكندري وأوريجانوس وأبيلارد، على اعتبار أنه يحوي كل الحقائق الفلسفية الصحيحة، وأنَّ التأويل أو التفسير أخذ بعد هذا اتجاهًا آخر هو وجوب اتفاق نتائجه والعقيدة، وهذا الاتجاه كان له ممثلوه كما عرفنا آنفًا.
ومعنى هذا الاتجاه أنَّ تفسير الكتاب المقدس صارت الغاية منه فَهْمَ الكتاب نفسه، وحسب ما توحي به النصوص من معانٍ، لا ليتفق مع هذه الفكرة أو تلك من الفلسفة اليونانية، كما أصبحت الغاية منه أيضًا التدليل على الآراء والعقائد اللاهوتية.

## التأويل لدى المسلمين

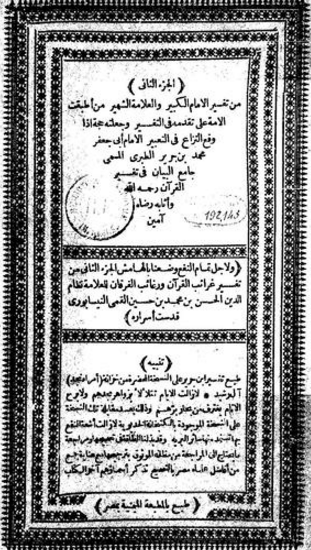
الصفحة الأولى من طبعة المكتبة الميمنية بمصر لتفسير الطبري الجزء الثاني

ثارت مسألة التأويل نفسها في الإسلام، واتخذت الوضع نفسه، ورُبَّما كان ذلك للعوامل نفسها التي من أجلها ثارت في اليهودية والمسيحية، مع زيادة عامل آخر، ونعني بهذا محاولة كل أصحاب مذهب من المذاهب الإسلامية، وبخاصة في علم الكلام وفي التصوف، إيجادَ سند لآرائهم من كتاب الدين الأول نفسه، وطريق ذلك تأويل نصوص القرآن العظيم التي يرون ضرورة تأويلها حسب القواعد التي ذهبوا إليها.
وقبل الكلام عن التأويل لدى مُفكِّري الإسلام، نُشير أولًا إلى أنَّ تفسير القرآن — وكم بين التفسير الذي يراد منه فهم القرآن، وبين التأويل الذي يُراد منه الاستدلال لرأي أو مذهب مُعَيَّن من فرق! — كان يُنظر إليه في فجر الإسلام والصدر الأول منه بعين الحذر الشديد؛ إذ كان رجال السلف الصالح يتهيَّبون القرآن. روى ابن سعد في طبقاته أنَّ القاسم بن محمد بن أبي بكر، وسالم بن عبد الله بن عمر كانا يمتنعان من تفسير القرآن؛ إذ يريانه أمرًا خطيرًا، كما ضرب سيدنا عمر بن الخطاب بِدِرَّته ضربًا وجيعًا رجلًا كان يسأل عن متشابه القرآن، وكذلك كان الأَمْرُ في أَيَّامِ بني أُمَيَّة.
على أَنَّهم ما كانوا يرون بأسًا في تفسير القرآن بالمأثور الثابت عن الرَّسُول صلى الله عليه وسلم والصحابة والتابعين بالنقل الصحيح، بل قد ظهرت الحاجة شديدة إليه، والمثل الأعلى لهذا الضرب من التفسير نجده في تفسير الطبري المعروف.
ومع هذا؛ فلم يَلبث القرآنُ أن نَاله ما نَالَ الكتابَ المقدس من قبل، الأمرُ الذي نَقَدَه بشدة سبينوزا من قبل، فقد ظهرت التآويل المجازية لكثير من آياتِهِ على أيدي المُعتزلة والمتصوفة والشيعة، بل قبل هذه الفرق أيضًا. لكنَّ رِجَال هذه الفِرَق هم الذين توسعوا في هذا الضرب من التأويل، وكان لهم من اصطناع هذه الطريقة أغراضٌ محدودة، ولهم لبلوغ هذه الأغراض وسائلهم الخاصة.

### التأويل لدى المعتزلة
أراد المُعْتَزِلة وهم الفرقة المعروفة من فرق علم الكلام، أن يُبعدوا عن الله تعالى كل ما يُوهِم التَّجسيم أو التَّشبيه، وأن يؤكدوا وحدانيته من كل وجه، وعدله وحرية المرء في أعماله؛ ليكون مسئولًا حقًّا وعدلًا عنها، وأن يبعدوا الخرافات والأَسَاطير عن الدين، ومن ثم صرفوا كثيرًا من الآيات عن مَعَانيها الحَرْفِيَّة الظاهرية إلى معانٍ أُخرى مَجَازية، واستعانوا في هذه السبيل الوعرة الشاقة بالقرآن نفسه في آيات أخرى وباللغة يجدون بها ما يُسَاعدهم في تقرير المعاني التي يرونها.
ومِنْ أَجل ذلك نجد بينهم وبين فيلون وابن ميمون تشابهًا كبيرًا من ناحية الغاية من التأويل من بعض النواحي، وإن كان المُعتزلة لم يكن من هدفهم أن يعملوا لإظهار اشتمال القرآن على أمهات الأفكار والآراء الفلسفية اليونانية، كما كان صنيع المتقدمين.
ومن الميسور أن نأتي بمُثل كثيرة لتآويل المُعتزلة في القرآن، ولكن نرى أنَّ هَذا ليس ضروريًّا هنا؛ إذ لا يتَّصِل اتصالًا كبيرًا بموضوع عملنا الأصلي، ويكفي أن نَذْكُر أنَّه يمكن الرجوع في ذلك إلى:

صورة غلاف كتاب الكشاف من تأليف جار الله أبو القاسم محمود بن عمر بن محمد، الزمخشري

«محاضرات» الشريف المرتضى أبي القاسم علي بن الطاهر المتوفى سنة 436ه.
«الكشاف» لمحمود بن عمر الزمخشري الذي جاء بعد سابقه بقرن من الزَّمان، ويُعتبر هذا الكتاب المثل الأعلى للتفسير الاعتزالي.
ومع أنَّ هذا الكتاب كله تآويل اعتزالية؛ فلا ضرورة للإشارة إلى مواضع مُعَيَّنة منه، ولكن مع هذا نُشِيرُ إلى تأويله لهذه الآيات من باب التمثيل:
- الآية 255 من سورة البقرة:﴿اللَّهُ لَا إِلَهَ إِلَّا هُوَ الْحَيُّ الْقَيُّومُ لَا تَأْخُذُهُ سِنَةٌ وَلَا نَوْمٌ لَهُ مَا فِي السَّمَاوَاتِ وَمَا فِي الْأَرْضِ مَنْ ذَا الَّذِي يَشْفَعُ عِنْدَهُ إِلَّا بِإِذْنِهِ يَعْلَمُ مَا بَيْنَ أَيْدِيهِمْ وَمَا خَلْفَهُمْ وَلَا يُحِيطُونَ بِشَيْءٍ مِنْ عِلْمِهِ إِلَّا بِمَا شَاءَ وَسِعَ كُرْسِيُّهُ السَّمَاوَاتِ وَالْأَرْضَ وَلَا يَئُودُهُ حِفْظُهُمَا وَهُوَ الْعَلِيُّ الْعَظِيمُ ۝٢٥٥﴾ [البقرة:255]
- الآية 18 من سورة آل عمران:﴿شَهِدَ اللَّهُ أَنَّهُ لَا إِلَهَ إِلَّا هُوَ وَالْمَلَائِكَةُ وَأُولُو الْعِلْمِ قَائِمًا بِالْقِسْطِ لَا إِلَهَ إِلَّا هُوَ الْعَزِيزُ الْحَكِيمُ ۝١٨﴾
- الآية 129 من سورة آل عمران:﴿وَلِلَّهِ مَا فِي السَّمَاوَاتِ وَمَا فِي الْأَرْضِ يَغْفِرُ لِمَنْ يَشَاءُ وَيُعَذِّبُ مَنْ يَشَاءُ وَاللَّهُ غَفُورٌ رَحِيمٌ ۝١٢٩﴾ [آل عمران:129]
- الآية 172 من سورة الأعراف:﴿وَإِذْ أَخَذَ رَبُّكَ مِنْ بَنِي آدَمَ مِنْ ظُهُورِهِمْ ذُرِّيَّتَهُمْ وَأَشْهَدَهُمْ عَلَى أَنْفُسِهِمْ أَلَسْتُ بِرَبِّكُمْ قَالُوا بَلَى شَهِدْنَا أَنْ تَقُولُوا يَوْمَ الْقِيَامَةِ إِنَّا كُنَّا عَنْ هَذَا غَافِلِينَ ۝١٧٢﴾ [الأعراف:172]
- الآية 72 من سورة الأحزاب:﴿إِنَّا عَرَضْنَا الْأَمَانَةَ عَلَى السَّمَاوَاتِ وَالْأَرْضِ وَالْجِبَالِ فَأَبَيْنَ أَنْ يَحْمِلْنَهَا وَأَشْفَقْنَ مِنْهَا وَحَمَلَهَا الْإِنْسَانُ إِنَّهُ كَانَ ظَلُومًا جَهُولًا ۝٧٢﴾ [الأحزاب:72]
- الآية 11 من سورة فصلت:﴿ثُمَّ اسْتَوَى إِلَى السَّمَاءِ وَهِيَ دُخَانٌ فَقَالَ لَهَا وَلِلْأَرْضِ ائْتِيَا طَوْعًا أَوْ كَرْهًا قَالَتَا أَتَيْنَا طَائِعِينَ ۝١١﴾ [فصلت:11]

إلى غير ذلك من الآيات التي لا تكاد تُحصر، والتي سلط عليها المعتزلة التأويل بكل سبيل، وذلك لتتفق معانيها في مذهبهم المعروف.
على أنَّه مع هذا ما ينبغي لنا — وقد أشرنا إلى هذا آنفًا — أن نقول بأنَّ المعتزلة بما أوَّلوا من آيات القرآن تأويلًا مجازيًّا، كانوا يُريدون أن يُظهِروا ما رأوه حقًّا من فلسفة اليونان في القرآن، كما كان الأمر بالنِّسبة إلى صنيع فيلون الإسكندري، وابن ميمون الأندلسي في التوراة.
وكذلك ليس لنا أن نقول بأنهم تأثَّروا بهذين المُفكرين اليهوديين في طريقة التأويل، وإن كان الشبه غير قليل بين طريقة الأولين وطريقة المعتزلة. كل ما في الأمر على ما نعتقد أنَّ المسألة كما ثارت في اليهودية والمسيحية، وضعت كذلك بالنسبة للإسلام، أي إنه يجب تنزيه الله تعالى عن كل ما يُوهم أنَّ له شبهًا كثيرًا أو قليلًا بالإنسان، ومعنى هذا تنزيهُه عن الصفات الجسمية والعواطف البشرية، كأن يكون له وجه أو يدان أو عينان أو قدمان، أو يكون له حركة وينتقل من مكان إلى آخر، أو أن يحس ما يحسه الإنسان من الغضب والمكر والفرح ونحوها من الإحساسات والعواطف البشرية.
ولكن القرآن وكذلك حديث الرسول صلى الله عليه وسلم، اشتملا على نصوص كثيرة تُشير إذا أخذت حرفيًّا إلى التجسيم والتشبيه، وما يكون من ذلك من الصفات والعواطف والإحساسات البشرية؛ فيجبُ إذن صرفها عن معانيها الظاهرية الحرفية إلى معانٍ أُخرى مجازية، وبخاصة أنَّ القرآن نفسه استعمل التمثيل أحيانًا في تفهيمنا ما يُريد.
ومن ذلك قوله تعالى (سورة البقرة: 28): ﴿إِنَّ اللَّهَ لَا يَسْتَحْيِي أَنْ يَضْرِبَ مَثَلًا مَا بَعُوضَةً فَمَا فَوْقَهَا فَأَمَّا الَّذِينَ آمَنُوا فَيَعْلَمُونَ أَنَّهُ الْحَقُّ مِنْ رَبِّهِمْ وَأَمَّا الَّذِينَ كَفَرُوا فَيَقُولُونَ مَاذَا أَرَادَ اللَّهُ بِهَذَا مَثَلًا يُضِلُّ بِهِ كَثِيرًا وَيَهْدِي بِهِ كَثِيرًا وَمَا يُضِلُّ بِهِ إِلَّا الْفَاسِقِينَ ۝٢٦﴾ [البقرة:26] وقوله تعالى (سورة الحشر: 21):﴿لَوْ أَنْزَلْنَا هَذَا الْقُرْآنَ عَلَى جَبَلٍ لَرَأَيْتَهُ خَاشِعًا مُتَصَدِّعًا مِنْ خَشْيَةِ اللَّهِ وَتِلْكَ الْأَمْثَالُ نَضْرِبُهَا لِلنَّاسِ لَعَلَّهُمْ يَتَفَكَّرُونَ ۝٢١﴾ [الحشر:21]

كتاب تأسيس التقديس أو أساس التقديس/ تأليف الإمام فخر الدين الرازي الذي انتقده ابن تيمية في كتابه بيان تلبيس الجهمية؛ ومعه رسالة في نفي الجهة للإمام شهاب الدين بن جهبل (ت. 733هـ) في الرد على ابن تيمية.

على أنَّ المسألة وإن اتخذت نفس الوضع لدى كثير من رجال الديانات الثلاث؛ فإنَّ الأسباب قد تختلف كثيرًا أو قليلًا، لم يكن في رأينا من الأسباب لدى المُعتزلة الاعتزازُ بأنَّ التوراة اشتملت على ما ثبت صحته من الفلسفة اليونانية، أو ما عرفوا منها، كما كان الأمر بالنسبة لفيلون مثلًا؛ بل الأمر أنَّ المعتزلة فرقة من رجال علم الكلام لهم مذهبٌ خَاصٌّ، فأرادوا أن يجدوا له مثل غيرهم مِنَ المُتكلمين المسلمين أدلة من القرآن على ما ذهبوا إليه. وقد وجدوا الأمر يسيرًا أحيانًا فلم يَحتاجوا إلى التأويل المجازي، ووجدوه عسيرًا أحيانًا بالنِّسبة لكثير من الآيات القرآنية والأحاديث النبوية؛ فعملوا على تأويلها، وساعدهم على ذلك ما هو معروف في البيئة الإسلامية من أن كثيرًا من آيات القرآن تحتمل الواحدة منها معاني كثيرة مختلفة.
على أنَّ هذه الفكرة نفسها، وخشية القطع برأي في تفسير القرآن، جعلا بعض العلماء المسلمين يترددون في تعيين المعنى المراد من بعض الآيات، ومن هنا جاءت تسميتهم «بالوقوف»، ومنهم المتكلم المشهور عبيد الله بن الحسن العنبري.
أمَّا موقف أهل السنة في مقابل هؤلاء المعتزلة، فمن الممكن إيجازه في أنهم ينقدون بشدة طريقة المُعتزلة في تأويلهم القرآن تأويلات يظهر فيها الميل إلى الرَّأي والتعسف، وهذا الموقف يظهر لنا واضحًا جدًّا في تفسير الإمام المتكلم المتفلسف فخر الدين الرَّازي المتوفى سنة 606ه، وتفسيره هذا يُعتبر بحق في نظر كثير من الباحثين نهاية ما وصل إليه إنتاج المسلمين الفكري في هذه النَّاحية، ومنه نعرف أنَّ المؤلف قد عُني عناية شديدة بتفنيد آراء المعتزلة التي عملوا بكل جهدهم للاستدلال لها، إن لم نَقُل لأخذها من القرآن.

### التأويل لدى المتصوفة والشيعة
هذا؛ وبجانب التأويل الاعتزالي، نجد ضربًا آخر من التأويل سار فيه أصحابه إلى أبعد شوط، ونعني به التأويل الصوفي. وفي الحق إنَّ المُتصوفة لهم تآويل مجازية للقرآن خاصَّة بهم، وأغلبها — إن لم نقل كلها — مُتَطرف إلى حدٍّ بعيد، وهم مثل الشيعة يرون أنَّ الإمام علي بن أبي طالب، عنده عن الرسول ﷺ، علم هذه التآويل كلها التي ينبغي ألا تُلَقَّن إلا للمريدين وحدهم شيئًا فشيئًا. وفي هذا يقول عمر بن الفارض الشاعر الصوفي المعروف، في قصيدته التائية المشهورة:
وعلى هذا، الإمام علي بن أبي طالب هو إمام التصوف الإسلامي في نظر الصوفية، وهذا الرأي الذي أخذه المُتصوفة عن الشيعة، ينكره بتاتًا أهل السنة بحق، فإنَّ الرسول ﷺ لم يخصَّ أحدًا من صحابته أو ذوي قرابته بعلم خاص ظاهري أو باطني. وإن من الحق مع هذا على ما نَعتقِدُ، أنَّه وإن كان غيرَ صحيح ما ذهب إليه الشيعة والمُتصوفة من إسنادهم للإمام علي علمًا باطنيًّا يشمل المعاني الخفية للقرآن التي خصه بها الرَّسول ﷺ، فإنَّه ليس من السهل أن نُنكِر تفاوت العقول في فهم الكتاب العظيم، وإدراك ما تضمنه من تعاليم وحقائق، وفي هذا يرى الغزالي أنَّ أكابر الصحابة وفي مقدِّمتهم عمر وعلي، فهموا من أسرار الدين وحقائقه أكبر نصيب.
تختلف تآويل الصوفية والشيعة — وبخاصة الباطنية منهم — عن تآويل المعتزلة بأمرين:
- المبالغة في التأويل المجازي الذي لا قرينة مُطلقًا عليه من القرآن، وفي طلب ما زعموه من المعاني الخفية فيه، حتى خرجوا به عن معانيه الحقة الواضحة التي لا ريب فيها.
- إسناد هذه التآويل للإمام علي كما رأينا بلا دليل صحيح. وبعد هذا وذاك، نرى هؤلاء وأولئك يشتركون مع المعتزلة في أنهم عملوا جاهدين على إدخال آرائهم الفلسفية في القرآن والحديث بطريق ذلك التأويل المجازي، فيه — على رأيهم — يستخلص ما في النصوص الدينية الوحيية من حقائق فلسفية عميقة تستتر وراء المعاني الحرفية لهذه النصوص.

والمُثُل لهذه التآويلات الشيعية والصوفية كثيرة جدًّا، ومن اليسير أن يجدها من يريدها في التفاسير القرآنية لكلٍّ من هاتين الفرقتين، ونُشير من بين التفاسير الصوفية إلى:
- كتاب حقائق التفسير لأبي عبد الرحمن السلمي النيسابوري المتوفى سنة 412 هجرية.
- تفسير محيي الدين بن عربي، المتوفى سنة 638 هجرية.
- تأويلات القرآن، لعبد الرازق القاشي أو القاشاني السمرقندي، المتوفى سنة 887 هجرية.

ومع ذلك؛ فإننا نرى أنْ نأتي بمثال واحد للتأويل الصوفي، ومثال واحد آخر للتأويل الشيعي.
يقول الله تعالى في سورة يس: (الآيات 12–17):﴿إِنَّا نَحْنُ نُحْيِي الْمَوْتَى وَنَكْتُبُ مَا قَدَّمُوا وَآثَارَهُمْ وَكُلَّ شَيْءٍ أَحْصَيْنَاهُ فِي إِمَامٍ مُبِينٍ ۝١٢ وَاضْرِبْ لَهُمْ مَثَلًا أَصْحَابَ الْقَرْيَةِ إِذْ جَاءَهَا الْمُرْسَلُونَ ۝١٣ إِذْ أَرْسَلْنَا إِلَيْهِمُ اثْنَيْنِ فَكَذَّبُوهُمَا فَعَزَّزْنَا بِثَالِثٍ فَقَالُوا إِنَّا إِلَيْكُمْ مُرْسَلُونَ ۝١٤ قَالُوا مَا أَنْتُمْ إِلَّا بَشَرٌ مِثْلُنَا وَمَا أَنْزَلَ الرَّحْمَنُ مِنْ شَيْءٍ إِنْ أَنْتُمْ إِلَّا تَكْذِبُونَ ۝١٥ قَالُوا رَبُّنَا يَعْلَمُ إِنَّا إِلَيْكُمْ لَمُرْسَلُونَ ۝١٦ وَمَا عَلَيْنَا إِلَّا الْبَلَاغُ الْمُبِينُ ۝١٧﴾ [يس:12–17]
فهذه الآيات وما تلاها لم تجئ حسب معناها الظاهر، وهو الصحيح المُراد بلا ريب، إلا لتقصَّ علينا للعبرة والذكرى نبأ أصحاب القرية الخاطئة الضالة مع الرسل الثلاثة الذين أرسلهم الله إليها فكذبوهم، ولكنَّ المتصوفة تركوا هذا المعنى الظاهر وزعموا أنَّ لها معنى خفيًّا باطنيًّا، فرأوا أنَّ القرية ليست إلا الجسم، وأنَّ الرسل الثلاثة هم الروح والقلب والعقل، وهكذا أوَّلوها كلها تأويلًا مجازيًّا لا دليل ولا قرينة عليه.
والمثال الثاني هو تأويل هذه الآيات الأولى من سورة الشمس:﴿وَالشَّمْسِ وَضُحَاهَا ۝١ وَالْقَمَرِ إِذَا تَلَاهَا ۝٢ وَالنَّهَارِ إِذَا جَلَّاهَا ۝٣ وَاللَّيْلِ إِذَا يَغْشَاهَا ۝٤﴾ [الشمس:1–4]
الله تعالى يقسم في هذه الآيات وما تلاها ببعض الظواهر الطبيعية الفلكية الكبيرة على ما أراد تقريره بعدُ من الحق، وهذه معانٍ ظاهرة، وهي الصحيحة المرادة بلا ريب، ولكنَّ الشيعة بتفسيرهم الذي بلغ الذروة من التعصب والتعسف، أوَّلوها — لتشهد لهم ببعض ما ذهبوا إليه — تأويلًا مجازيًّا عجبًا، فزعموا أن المراد بالشمس محمد ﷺ، وبالقمر علي بن أبي طالب، وبالنهار الحسن والحسين رضي الله عنهما، وبالليل الأمويون.
وهكذا نجد الغالين من هاتين الفرقتين قد بالغوا في التأويل، فحمَّلوا القرآن كثيرًا من المعاني والآراء التي لا يُقرُّها بحقٍّ أهلُ السنة، وجعلوا للآية الواحدة معاني باطنية مُتدرجة في صعوبة معرفتها والإحاطة بها، وفي هذا يقول جلال الدين الرومي الشاعر الصوفي المعروف، وهو ما يُوافقه عليه الشيعة الباطنية الإسماعيلية: «اعلم أنَّ آيات الكتاب سهلة يسيرة، ولكنها على سهولتها تخفي وراءها معنى خفيًّا مستترًا. ويتصل بهذا المعنى الخفي معنى ثالث يُحَيِّر ذوي الأفهام الثاقبة ويعييها، والمعنى الرابع ما من أحد يحيط به سوى الله واسع الكفاية، من لا شبيه له، وهكذا نصل إلى معاني سبعة الواحد تلو الآخر. ولذلك لا تتقيد يا بني بالمعنى الظاهري، كما لم يرَ إبليس في آدم إلا أنه مخلوق من الطين.»

### التأويل لدى الغزّالي وابن تيمية
إذا تركنا المعتزلة والشيعة والمتصوفة، نرى مشكلة التأويل تعرض لأهل السنة من رجال علم الكلام، فيتعرض لها كلٌّ من الغزالي وابن تيمية، ويقف كل منهما منها موقفًا خاصًّا يتعارض وموقف الآخر.
تعرَّض الغزالي لهذه المُشكلة ولا عجب في هذا، فهو مُتكلم ومُتصوف وفيلسوف معًا! فهل نراه يُسرف في تأويل القرآن والحديث كالمعتزلة والمتصوفة ومن إليهم؟ أو نراه يسير فيه بحذر وعلى بيِّنة كابن رشد مثلًا؟
حجة الإسلام يرى أنَّ في القرآن والحديث نصوصًا تفيد غير معانيها الظاهرية؛ ولهذا يُجيز تأويلها؛ ولهذا أيضًا عُني بوضع رسالة في ذلك تسمى «قانون التأويل»، كما تناول هذه المشكلة بالبحث في رسالة أخرى هي «إلجام العوام عن علم الكلام». ومن تلك النصوص مثلًا ما يُشير بظاهره إلى التجسيم أو التشبيه في ذات الله تعالى أو صفاته.
وذلك مثل الآيات التي تُوهم بظاهرها أنَّ له تعالى بعضَ ما للإنسان من الأعضاء والحواس، وأنَّه يتحرك وينتقل ويجلس على العرش، وأنه فوقنا، ومثل ما جاء في بعض الأحاديث من أنه ينزل في كل ليلة إلى السماء الدنيا. فهذه النصوص القرآنية والحديثية يرى الغزالي أنَّ لها معاني خفية لا يصل إليها أهل المعرفة، وأنَّ موقف العامي منها هو التصديق بها مع الاعتراف بالعجز عن فهمها، والتسليم فيها لأهل المعرفة القادرين على إدراك المراد منها. وينبغي أن نُلاحظ أنَّ «العامَّة» هنا يدخل فيهم الأديب والنحوي والمُفسر والمُحدث والفقيه والمُتكلم، بل كل عالم سوى «المتجردين لعلم السباحة في بحار المعرفة»، أي: المتصوفة. إذن، لم يخرج من العامة إلا المتصوفة، كما لم يخرج ابن رشد من العامة إلا الفلاسفة على ما تقدم ذكره.
وهؤلاء المتصوفة أي: «أهل الغوص في بحر المعرفة» لا يصل إلا واحد من كل عشرة منهم — في رأي الغزالي — إلى معرفة «الدر المكنون والسر المخزون». وبعبارة أُخرى: إنَّ أسرار هذه النصوص ومعانيها الخفية ليست خفية بالنسبة للرسول ﷺ وأكابر الصحابة، كأبي بكر وعمر وعلي، ويلحق بهم الأولياء والعلماء الراسخون. وإذا كانت هذه المعاني الخفية يصل إلى إدراكها «أهل المعرفة»، فهل لهم أن يُذيعوها بين الناس، أي: هل لهم أن يظهروا للناس جميعًا ما يدركونه من التأويلات؟
يجيبُ الغزالي عن هذا إجابة تجعلنا نلمح فيه المتصوف الذي لا يرى أن يطلع على الأسرار إلا المُريدون، إنَّه يرى أن لمن عرف التأويل أن يحدِّث به من هو مثله في الاستبصار، أو مَنْ هو مستعدٌّ للمعرفة وطالبٌ لها ومقبل عليها بكله، ثم يختم ذلك بقوله في شبه قاعدة عامة: «فإن مَنْع العلم أهلَه ظلم، كبثِّه لغير أهله.» وما ينبغي لنا أن نفهم من إجازة الغزالي التأويلَ لأهله، وإجازته إظهارَ التأويلات لمن هو أهل لمعرفتها، أنَّه في هذا أو ذاك كابن رشد الذي رأينا فيما سبق عنه أنه يُجيز إذاعته في هاتين الحالتين، كما أجاز ابن ميمون من بعده، ليس لنا أن نفهم هذا، فإنَّ أهل التأويل وأهل المعرفة في رأي «حجة الإسلام» هم المُتصوفة كما عرفنا، على حين أنَّهم الفلاسفة عند فيلسوف الأندلس وبلديِّه الحبر اليهودي، وشتان بين أولئك وهؤلاء.
ومهما يكن من شيء، فإنَّ الغزالي بما وضع من قانون للتأويل، جعل الذين يبحثون فيما بين المعقول والمنقول من «تصادم في أول النظر وظاهر الفكر» خمسَ فرق، وجعل الفرقة الخامسة هي المُحِقَّة، وهي التي وقفت موقفًا وسطًا بين المعقول والمنقول؛ إذ جعلت كلًّا منهما أصلًا وسبيلًا إلى المعرفة، وأنكرت أن يكون بينهما تعارض حقيقي، وعملت على التوفيق والجمع بينهما، على ما في هذا من مشقة وعسر في أكثر الأحيان. ولهذه المشقة والعسر يجب أحيانًا الكف عن التأويل، وعدم تعيين المعنى الخفي المراد ما دام لا يوجد الدليل القاطع على تعيين هذا المعنى الذي يقصده الله أو الرَّسول عليه الصلاة والسلام.
مثلًا جاء في القرآن والحديث أنَّ أعمال الإنسان تُوزن يوم القيامة، والعقل يقطع بلا شك أنَّ المعنى الظاهر الحرفي غير مقصود؛ لأنه غير معقول، وإذن لا بدَّ من تأويل لفظ «الوزن» تأويلًا مجازيًّا بإرادة نتيجته وهي تعريف مقدار العمل، أو تأويل لفظ «العمل» بإرادة الصحيفة التي كان مكتوبًا فيها، وليس لدينا ما يدلُّ دلالة قاطعة على أنَّ هذا التأويل أو ذاك هو المراد، والنتيجة أنه يجب الكف عن تعيين المعنى المجازي المراد؛ لأنه لا يجوز الحكم على مراد الله أو رسوله بالظن والتخمين.
من هذا كله نرى الإمام الغزالي مع مشاركته للصوفية في أنه يوجد «مريدون» يصحُّ أن تُذَاع لهم التأويلات الحقيقية والمعاني الخفية لبعض النصوص المُقَدَّسة، لم يُفْرط كما أفرطوا في التأويل، بل إنه رأى التوقف فيه في حالات كثيرة عندما لا يوجد دليل قاطع على تعيين المعنى المجازي المراد. أمَّا الإمام تقي الدين أحمد بن عبد الحليم المعروف بابن تيمية والمتوفى عام 728ه، فإنه قد وقف بالنسبة لمشكلة التأويل موقفًا معارضًا كما رأينا عند من سبق من أولئك الفلاسفة والمفكرين. إنه يرى أن يفرق بين لفظ «التأويل» في عرف السلف، وبينه عند المُتكلمين — وبخاصة المعتزلة — والمتصوفة والفلاسفة من رجال الدين.
التأويل في رأي رجال السلف الإسلامي هو التفسير وبيان المراد من النص القرآني أو الحديثي، وبهذا المعنى ورد كثير في القرآن نفسه، وهو التأويل المقبول، ويُقال على هذا المعنى إن الصحابة والتابعين كانوا يعرفون تأويل القرآن الذي فسروه كله، ومن ثم قال الحسن البصري من التابعين: ما أنزل الله آية إلا وهو يحب أن يُعلم ما أراد بها. ولذلك لا يجوز التوقف وترك بيان معنى الآية من آيات القرآن؛ لأن الله أَمَرَنا أن نَتَدَبَّر القرآن وأن نفهمه، والرَّسُول لم يترك هذا من غير بيان للصحابة، اللهم إلا أن يُقال إن الرسول كان لا يعلم معاني القرآن الذي أُنْزِل عليه، أو كان يعلمها ولم يبلغها كلها للناس مع أنه مأمور من الله بالتبليغ، وكل ذلك غير مقبول ولا معقول.
ونرى أن ابن تيمية غير مفهوم تمامًا هنا، فإنه يرى، مع تأكيده أنَّ الصحابة والتابعين كانوا يفهمون القرآن كله، أنَّ ما جاء فيه عن الله وصفاته واليوم الآخر، وما يجري فيه من أُمور غيبية كان أولئك الصحابة والتابعون يعلمون تأويله وتفسيره، وإن لم يعرفوا كيفية ما أخبر به الله من ذلك كله هذا؛ وأمَّا النوع الآخر من التأويل الذي يتكلم عنه كثيرًا من الفلاسفة والمتصوفة، وبعض رجال علم الكلام، فهو أمرٌ آخر غير النوع الأول، إنَّه في اصطلاحهم الخاص «صرف اللفظ عن المعنى المدلول عليه المفهوم منه إلى معنى آخر يُخالف ذلك.» أي: صرف اللفظ عن معناه الظاهر إلى معنى آخر خفي. وهذا ضرب من التأويل لم يغب عن الرَّسول ﷺ الذي بيَّن بنفسه، في كل موضع يجبُ فيه ترك المعنى الظاهري، المعنى الآخرَ المراد بهذا اللفظ؛ وذلك لأنه «لا يجوز عليه أن يتكلم بالكلام الذي مفهومه ومدلوله باطل ويسكت عن بيان المراد الحق، ولا يجوز أن يريد من الخلق أن يفهموا من كلامه ما لم يبيِّنه لهم.» وما دام الأمر كذلك؛ فلا تعارُض إذن بين المَعقول الصريح والمنقول الصحيح، أي: لا تعارُض بين ما يؤدي إليه العقل السليم وبين ما ثبت نقله عن الرسول. هكذا يرى ابن تيمية، وهو يُؤكده بأنَّه قد تحقق ذلك بنفسه؛ إذ تبين له بعد تفكير طويل اتفاق ما وصل إليه العقل الصحيح النظر في المسائل الكلامية الكبرى، كمسائل التوحيد والصفات والقَدَر والنبوات والمعاد، مع ما جاء عن ذلك في الشريعة تمامًا.
ولنا أن نأخذ بحق مما تقدم أنَّ مُشكلة التأويل لم توضع أمام ابن تيمية، بمعنى أنه لم يرها مشكلة تتطلب حلًّا لها، وذلك بأنَّ هذه المشكلة لم تعرض للمفكرين من رجال الدين إلا لما رأوه من وجود تعارض بين ما ثبت بالعقل وما ورد به الشرع، فاضطروا لتأويل ما لا يتفق والعقلَ من النصوص الدينية الوحيية. ولكن ابن تيمية لا يرى وجود تعارض مُطلقًا، والمنقول الذي يُقال إنه يُخالف العقل لا يكون إلا حديثًا موضوعًا، أو نصًّا آخر لا يدلُّ دلالة قاطعة على ما يُراد الاستدلال به عليه، وعلى فرض وجود تعارض بين العقل والنص يجب ترجيح الأخذ بالنص الثابت عن الأنبياء على ما يؤدي إليه العقل واستدلاله. ومن الحق أنه ذكر في بعض ما كتبه في هذا الشأن أنَّه عند تعارض العقل والسمع يجبُ تقديم ما تكون دلالته قطعية منهما، سواء أكان هو الدليل العقلي أم الدليل السمعي، ولكنَّه قال بعد هذا بقليل: «ولكن كون السمعي لا يكون قطعيًّا دونه خَرْط القَتَاد.» أي إنَّ الدليل السمعي متى ثبت صحة النقل يُقدَّم دائمًا على العقل وما يؤدي إليه، وكل ذلك يؤدي بنا إلى النتيجة التي استخلصناها، وهي أنَّ مسألة التأويل لم توضع أمام ابن تيمية؛ إذ لم يكن لديه أسبابها.
ومن أجل هذا نرى الإمام تقي الدين ينقد بشدةٍ ابن سينا والغزالي وابن رشد وابن ميمون، وغيرهم من المتصوفة والملاحدة الذين اصطنعوا طريقة التأويل لِبَثِّ آرائهم في القرآن والحديث، وبذلك مزجوا هذين المصدرين المقدسين بالآراء الفلسفية التي جعلوها أصلًا يُؤوِّلون النصوص الدينية بحسبها لتتفق معها؛ ولذلك أيضًا قد يضطُرون عندما يجدون النص لا يُوافق ما زعموه حقًّا بعقولهم، إلى أن يقولوا إنَّ الرسل تكلموا على سبيل التمثيل والتخييل للحاجة إلى إفهام العامة وأمثالهم.

## خاتمة
والآن وقد رأينا مشكلة التأويل في النصوص المقدسة توضع قبل ابن رشد في اليهودية والمسيحية والإسلام، أمام الفلاسفة والمفكرين من رجال هذه الديانات، علينا أن نقارن موقف ابن رشد فيها بموقف غيره ممن تناولناهم. لم يُحاول ابن رشد أن يَجعل من القرآن أو الحديث كتابًا فلسفيًّا، أو لم يُحاول — بتعبير آخر — أن يَجِدَ فلسفة أرسطو الذي عُرف بأنَّه شَارِحه الأوَّل في القرآن والحديث، ليكون هذا توفيقًا بين الوحي والفلسفة، كما حاوله تقريبًا، وعمل له كلٌّ من فيلون وموسى بن ميمون في اليهودية، وكليمنت الإسكندري وأوريجانوس وأبيلارد في المسيحية، وكذلك لم يسِر مع خياله في تآويله كما فعل فيلون، وذلك حين جعل الأشخاص التي جاءت في تاريخ الخليقة وتاريخ اليهود في التوراة رموزًا لحالات النفس.
ولم يغلُ غُلوَّ المعتزلة أحيانًا في إكراههم النَّص القرآني على أن يتفق ومذهبهم في علم الكلام بتأويله كما يرون، ولم يُسرف أخيرًا إسراف المتصوفة والشيعة الذين تعسَّفوا إلى أقصى الحدود أحيانًا في تأويل القرآن والحديث. إنَّ فيلسوف الأندلس حين نُريد أن نُقارنه بهؤلاء وأولئك، نراه كما تقدم قد وجد في القرآن والحديث ما لا يقدر العامَّة على فهمه، وما له تأويلات عقلية لا يصل إليها إلا أهل المعرفة وهم الفلاسفة في رأيه؛ فأوجب على الأولين أخْذَ هذه النصوص حسب معانيها الظاهرة، وأوجب على الآخرين تأويلها ومعرفة المعاني الخفية التي لها.
كما حاول أن يجد لآرائه الكلامية سندًا من القرآن لإقناع العامَّة ومن إليهم، وهذا ما فعل غيره من رجال المسيحية كما رأينا، وإن كان لم يجعل مثلهم الغرض من تفسير القرآن هو الاستدلالَ على اللاهوت الذي أخذ حظًّا غير قليل من الفلسفة، بل جعل عمدته في الاستدلال لآرائه الفلسفية — حتى ما يتصل منها بالدين — هو الدليل المنطقي. وفيما يختصُّ بالمُقارنة بينه وبين الغزالي أشد المفكرين معارضة لمذهب أسلافه فلاسفة الإسلام، نجد أنَّ كلًّا منهما يرى وجود عامَّة وخاصة بين الناس، وإن كانا كما عرفنا يختلفان في تحديد الطبقة الخاصة. كما يتفقان على أنَّه ليس للعامي أن يؤوِّل ما يحتاج لتأويل من النصوص، ولا لمن هو من الخاصَّة أن يكشف له التأويل الذي يصل إليه، وإن كان ابن رُشد يُوجب في بعض الحالات التي يكون التأويل فيها واضحًا أن يُصَرَّح بالتأويل ويُذاع للجميع لا فرق بين الخاصة والعامة. وبعد هذا وذاك نجد إيمان ابن رشد بقدرة العقل أقوى من إيمان الغزالي، وهذا ما يجعله لا يوجب التوقف أحيانًا عن التأويل مع القطع بنفي المعنى الظاهر من النص، كما رأينا من الغزالي.

## هوامش
1. ↑  دلالة الحائرين، ج1، 10 من المقدمة، وانظر أيضًا ص17، ففيها استشهاد من المؤلف ببعض آيات من التوراة على تكلم الأنبياء بالمجاز.
2. ↑  راجع كتاب دلائل الحائرين ج1، 19، 57 وما بعدها، فضلًا عن مواضع أخرى، وج2، 121 وما بعدها وما بعدها، فضلًا عن مواضع أخرى أيضًا
3. ↑  في هذه المسألة يرى ابن ميمون أن حجج القائلين بقِدم العالم ليست قاطعة، وأن حدوثه ليس مستحيلًا، وأنه لهذا يقبل فيها الحل الذي جاء به الوحي على لسان الأنبياء، الحل الذي يشرح أمورًا لا تصل القوة العاقلة النظرية إلى معرفتها، دلالة الحائرين ج2، 128-129، وانظر أيضًا ص198.
4. ↑  راجع مثلًا تفسير مجاهد المحدث المعروف لقوله تعالى:وُجُوهٌ يَوْمَئِذٍ نَاضِرَةٌ * إِلَى رَبِّهَا نَاظِرَةٌ (سورة القيامة: 22، 23)، وقد ذكره الطبري في تفسيره ج2، 104.
5. ↑  راجع مثلًا استعانة الزمخشري بآية: لَا تُدْرِكُهُ الْأَبْصَارُ (سورة الأنعام: 103) على نفي رؤية الله التي تشير إليها حرفيًّا آيتا سورة القيامة اللتان ذكرناهما في الهامش السابق.
6. ↑  يراجع مثلًا تفسير المرتضى لآية: وَاتَّخَذَ اللهُ إِبْرَاهِيمَ خَلِيلًا (سورة النساء: 125)، ومناقشة ابن قتيبة لهذا التأويل الاعتزالي في كتابه «تأويل مختلف الحديث» ص83، ومناقشته لتآويل اعتزالية أخرى متوسلين باللغة كذلك ص80 وما بعدها.
7. ↑  ومن باب التمثيل، يراجع تأويله للآية 29 من سورة التكوير: وَمَا تَشَاءُونَ إِلَّا أَنْ يَشَاءَ اللهُ رَبُّ الْعَالَمِينَ، والآية 24 من سورة الأنفال: وَاعْلَمُوا أَنَّ اللهَ يَحُولُ بَيْنَ الْمَرْءِ وَقَلْبِهِ، ليتفق المعنى مع مذهبه، مع أن كلًّا منهما تدل بظاهرها على نفس حرية الإرادة.